# Nina Jerančič
Nina Jerančič, slovenska karting in avtomobilska dirkačica ter novinarka, * 30. maj 1977, Ljubljana, Slovenija.

## Življenje
Pri dobrih petih letih je prvič vozila gokart, pri šestih letih in pol je prvič dirkala, tekmovati je začela leta 1986 na prvenstvu Jugoslavije v kartingu pri svojih devetih letih. Njen oče Franci Jerančič, tudi sam avtomobilski dirkač, jo je vzpodbujal v njeni športni karieri, najprej v smučanju, potem v kartingu, ukvarjala pa se je tudi z drugimi športi. Smučanje je trenirala do svojega osemnajstega leta, vendar ji je bil karting ves čas najpomembnejši šport.
Leta 1992 se je na Danskem udeležila svojega prvega evropskega prvenstva v kartingu. Takrat je bil slovenski športni avtomobilizem prvič zastopan v tujini pod slovensko zastavo. Tam se je med 120 tekmovalci kot edina voznica uvrstila v finale s trinajstim štartnim mestom.:239
Dosegla je prek 50 mednarodnih zmag, štirikrat je bila slovenska državna prvakinja v kartingu, Avto-moto zveza Slovenije ji je podelila Zlato čelado. Med letoma 2004 in 2007 je tekmovala v prvenstvu Ferrari Challenge in zasedla mesto podšampiona. Vmes je tekmovala tudi v formuli Ford, formuli Opel Lotus, v pokalu Peugeot in pokalu Saxo. Za največji uspeh si šteje povabilo (kot edine ženske) v ekipo tovarniških voznikov Tony Kart v Italiji.  Tekmovala je 25 let, do svojega 30. leta.
V oktobru 2014 so vozniki mazde 6 postavili nov svetovni rekord v 24-urni najvišji povprečni hitrosti serijskega osebnega avtomobila s turbodizelskim motorjem. Med tremi ekipami je bila prva ekipa z Nino Jerančič, ki je dosegla nov rekord po pravilih mednarodne avtomobilistične zveze FIA. V 24 urah so rekorderji prevozili 5340 kilometrov s povprečno hitrostjo 221,072 km/h.
Več let je delala kot novinarka v športni redakciji na POP TV, bila je voditeljica športne redakcije na spletnem portalu 24ur.com, nato voditeljica spletnega portala Delo.si in kasneje poslovna direktorica Delove priloge Polet.

## Tekmovalni dosežki
- 1986 – gokart N60[9]
- 1989 – gokart 100 junior
- 1992 – gokart (finalistka v evropskem prvenstvu na Danskem v kategoriji 100 ICA junior, nagrada za gokart voznika leta)
- 1993 – gokart (enajsto mesto v formuli A, dirka North American Championship, državna prvakinja v formuli A[4][3]:243), voznik leta revije Avtomagazin
- 1994 – gokart (državna prvakinja v formuli A[4][3]:243), Formula Ford, športnik leta (AMZS)[4]
- 1995 – gokart (državna prvakinja v formuli A[4][3]:243 in državna prvakinja v kartingu (Slokart)[3]:243), nagrada za zmago v štirih zaporednih letih; Zlata čelada (AMZS)
- 1996 – gokart (FC 125 in formula A), formula Ford
- 1997 – dirka za pokal Saxo, Bologna (ekipa Jolly Club)
- 1998 – dirka za pokal Peugeot (106)
- 1999 – Porsche Supercup (Zeltweg)
- 2000 – gokart FC 125
- 2001 – gokart FC 125
- 2002 – gokart FC 125
- 2003 – gokart FC 125
- 2004 – Ferrari Challenge - F360 – pokal Shell
- 2005 – Ferrari Challenge - F360 – pokal Cup
- 2006 – Ferrari Challenge - F360 – trofeja Pirelli
- 2007 – prva zmaga v pokalu Ferrari Challenge - F430, 5 tretjih mest, skupno drugo mesto na prvenstvu[2], pokal Shell